# 栄和 (さいたま市)
栄和（さかわ）は、埼玉県さいたま市桜区の町丁および大字。現行行政地名は栄和一丁目から栄和六丁目および大字栄和。町丁は住居表示実施地区。郵便番号は338-0823。

## 地理
さいたま市桜区ほぼ中央の沖積平野（荒川低地）に位置する。東側を山久保や中島、南側を町谷や道場、西側を下大久保や上大久保、北側を中央区上峰と接する。また人口は0人だが、さいたま市記念総合体育館のすぐ西方の堤内地に一つと、荒川堤外地（河川敷）にある大小五つの飛地として大字栄和も存在する。主に住宅地として利用されている。

### 地価
住宅地の地価は、2019年（平成31年）1月1日の公示地価によれば、栄和2-19-10の地点で13万7000円/m2となっている。

## 歴史
江戸期は武蔵国足立郡与野領に属する千駄村（せんだむら）および西蓮寺村（さいれんじむら）であった。西蓮寺村は古くは高鼻荘に属していたと云われている。
- 千駄村発足当初は幕府領、正保年間（1645年〜1648年）より知行は旗本水野氏、元禄年間（1688年〜1704年）より再び幕府領となる。平野原の持添新田のほか、村の西方にある2ヶ所の入会地に飛地をそれぞれ領していた[7]。村高は「田園簿」では241石（田137石、畑104石）、「元禄郷帳」では313石、「天保郷帳」では325石。化政期の戸数は37軒で、村の規模は東西3町余、南北5町余であった[7][10]。
- 西蓮寺村は正保年間（1645年〜1648年）より知行は旗本水野氏、元禄年間（1688年〜1704年）より幕府領となる。平野原の持添新田のほか、2ヶ所の入会地に飛地をそれぞれ領していた[8]。村高は「田園簿」では70石（田37石余、畑32石余）、「元禄郷帳」では105石、「天保郷帳」では108石。化政期の戸数は16軒で、村の規模は東西、南北共3町余であった[8][9]。
- 幕末時点では足立郡西蓮寺村および千駄村であった。明治初年の『旧高旧領取調帳』の記載によると、両村とも代官大竹左馬太郎支配所が管轄する幕府領であった[11]。
- 1868年（慶応4年）6月19日 - 旧幕府領が武蔵知県事・山田政則（忍藩士）の管轄となる。
- 1869年（明治2年） 
  - 1月13日 - 武蔵知県事・宮原忠英の管轄区域に大宮県を設置、同県の管轄となる。県庁は東京府馬喰町に置かれる。
  - 9月29日 - 県庁が浦和に置かれ浦和県に改称。
- 1871年（明治4年）11月13日 - 第1次府県統合により埼玉県の管轄となる。
- 1877年（明治10年）1月29日 - 西蓮寺村と千駄村が合併し、足立郡栄和村が成立[12][13]。
- 1879年（明治12年）3月17日 - 郡区町村編制法により成立した北足立郡に属す。郡役所は浦和宿に設置。
- 1889年（明治22年）4月1日 - 町村制施行に伴い、北足立郡与野領町谷、南元宿、西堀、関、鹿手袋、田島、新開、道場、栄和、中島、山窪の十一村が合併し、土合村が成立[12][14]。土合村の大字栄和となった[13]。
- 1955年（昭和30年）1月1日 - 北足立郡土合村が大久保村とともに浦和市へ編入[15]。浦和市の大字となった。
- 1973年（昭和48年）4月1日 - 地内に浦和市立栄和小学校（現さいたま市立栄和小学校）が開校する。
- 1985年（昭和60年）8月1日 - 住居表示実施により、大字栄和・道場の各一部から栄和一丁目 - 栄和六丁目が成立[16]。また、大字栄和の一部が道場一丁目 - 五丁目の一部となる[16]。
- 1986年（昭和61年）8月1日 - 住居表示が実施され、大字栄和の一部が山久保一丁目・二丁目の一部となる[16]。
- 2001年（平成13年）5月1日 - 浦和市・大宮市・与野市が合併し、さいたま市が発足。同市の町丁および大字となる。
- 2003年（平成15年）4月1日 - さいたま市が政令指定都市に移行し、同市桜区の町丁および大字となる。

## 世帯数と人口
2017年（平成29年）9月1日時点の世帯数と人口は、以下のとおりである。
| 丁目       | 世帯数    | 人口    |
| ---------- | --------- | ------- |
| 栄和一丁目 | 601世帯   | 1,302人 |
| 栄和二丁目 | 832世帯   | 1,859人 |
| 栄和三丁目 | 815世帯   | 1,654人 |
| 栄和四丁目 | 549世帯   | 1,084人 |
| 栄和五丁目 | 712世帯   | 1,397人 |
| 栄和六丁目 | 588世帯   | 1,213人 |
| 計         | 4,097世帯 | 8,509人 |

## 小・中学校の学区
市立小・中学校に通う場合、学区（校区）は以下のとおりとなる。
| 丁目       | 区域 | 小学校                 | 中学校                     |
| ---------- | ---- | ---------------------- | -------------------------- |
| 栄和一丁目 | 全域 | さいたま市立栄和小学校 | さいたま市立土合中学校     |
| 栄和二丁目 | 全域 | さいたま市立栄和小学校 | さいたま市立上大久保中学校 |
| 栄和三丁目 | 全域 | さいたま市立栄和小学校 | さいたま市立上大久保中学校 |
| 栄和四丁目 | 全域 | さいたま市立栄和小学校 | さいたま市立上大久保中学校 |
| 栄和五丁目 | 全域 | さいたま市立栄和小学校 | さいたま市立上大久保中学校 |
| 栄和六丁目 | 全域 | さいたま市立栄和小学校 | さいたま市立土合中学校     |

## 交通

### 鉄道
地区内に鉄道は敷設されていない。最寄り駅は南与野駅であるが、栄和2-19-10の地点よりおよそ1.7 km離れている。

### 道路
- 首都高速埼玉大宮線
- 国道17号新大宮バイパス
- 国道463号
- 埼玉県道57号さいたま鴻巣線

## 寺社
- 東神社
- 重円寺
- 蓮乗寺 - 六丁目に所在

## 施設
一丁目
- さいたま市立栄和小学校

二丁目
- 栄和自治会館
- 浦和栄和郵便局
- 浦和栄和団地

三丁目
- 栄和三丁目公園
- 栄和丸田公園

六丁目
- さかわ幼稚園
- JAさいたま土合西

大字栄和
- 秋ヶ瀬公園

※なお栄和公民館は、さいたま市桜区道場二丁目にある。